# Ǥ
La G con barra, escrita Ǥ  ǥ, es una letra del idioma sami skolt que denota la espirante palatina parcialmente sonora (es decir, una fricativa velar de voz débil). Aparece en contraste con respecto a G, Ǧ, K, Ǩ, C y Č, y típicamente aparece fonémicamente geminada, por ejemplo, viiǥǥam [ʋiːɣːam] "traigo".
En idioma kadiweu, la G barrada se usa para representar la oclusiva uvular sonora /ɢ/. Su escritura está formada por una G y de una barra que atraviesa su contrapunto.
La letra también se utiliza para escribir el proto-germánico, se ha utilizado para escribir sami del Norte (en una ortografía antigua) y se utiliza para representar una velar nasal en la ortografía islandesa antigua propuesta en el Primer Tratado Gramatical nórdico.

La barra puede cruzar diferentes partes de la letra, como la variante sami skolt de la izquierda o la kadiweu de la derecha.

## Unicode
| Carácter      | Ǥ                                  | Ǥ                                  | ǥ                                | ǥ                                |
| ------------- | ---------------------------------- | ---------------------------------- | -------------------------------- | -------------------------------- |
| Unicode       | LATIN CAPITAL LETTER G WITH STROKE | LATIN CAPITAL LETTER G WITH STROKE | LATIN SMALL LETTER G WITH STROKE | LATIN SMALL LETTER G WITH STROKE |
| Codificación  | decimal                            | hex                                | decimal                          | hex                              |
| Unicode       | 484                                | U+01E4                             | 485                              | U+01E5                           |
| UTF-8         | 199 164                            | C7 A4                              | 199 165                          | C7 A5                            |
| Ref. numérica | &#484;                             | &#x1E4;                            | &#485;                           | &#x1E5;                          |